# Karadeniz Powership Doğan Bey

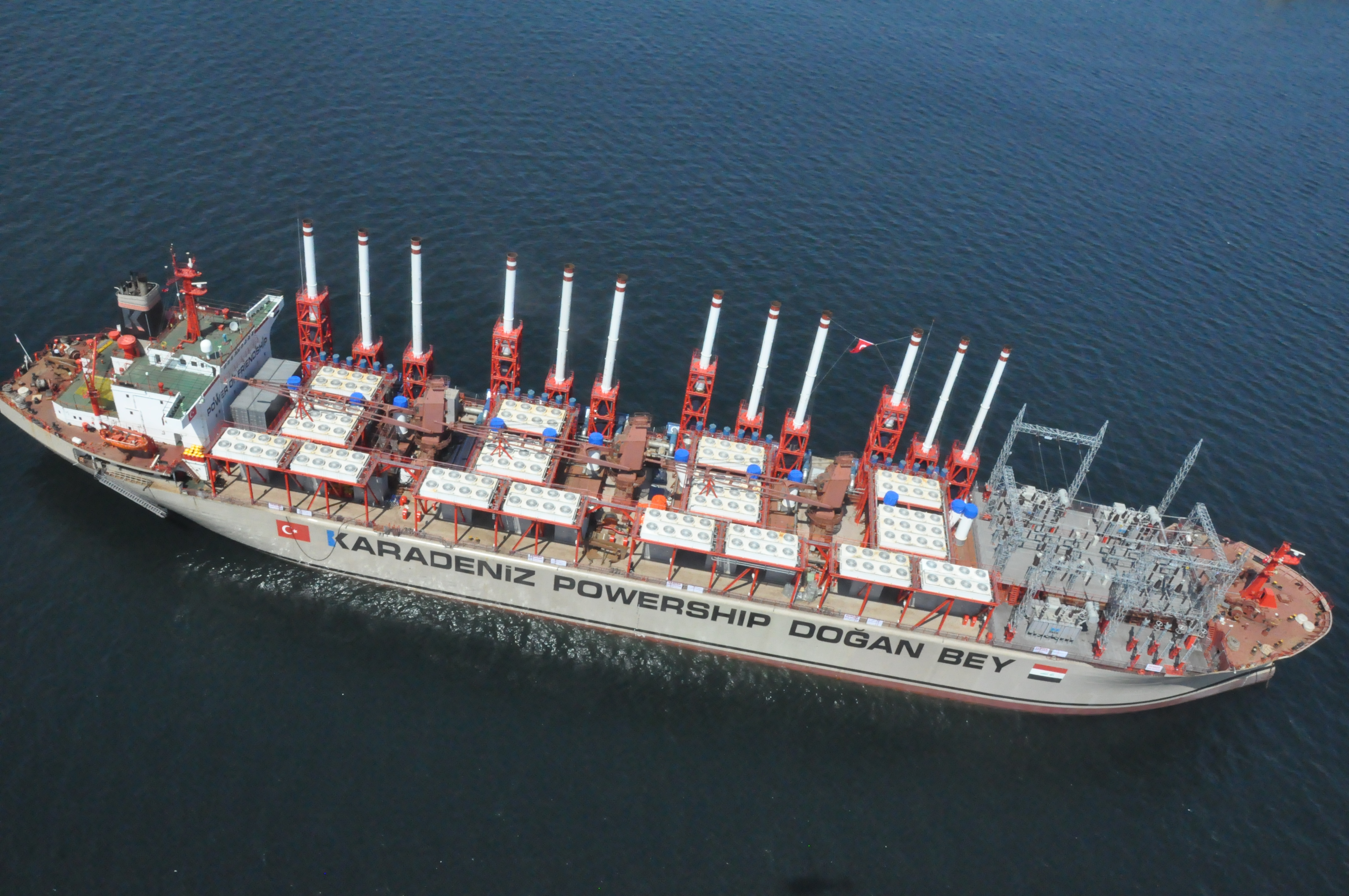
Судно-электростанция Karadeniz Powership Doğan Bey

Karadeniz Powership Doğan Bey — судно-электростанция. Принадлежит и управляется Karpowership. Ходит под флагом Либерии. Построено в 1983 году компанией Mitsui Co. в Итихаре, Тиба , Япония как сухогруз, и именованное MV Sono. Ходило под разными именами и флагами, пока в 2010 году не было преобразовано в судно-электростанцию на верфи Sedef в Тузле, Турция .

## Служба в качестве сухогруза
Судно было построено в 1983 году как сухогруз с палубными кранами на японской верфи Mitsui Co в Итихаре, Тиба с заводским номером 1264 и получило название Sono. 
Впоследствии судно было приобретено компанией Misr Shipping Co. в Египте и переименовало в Saqqara . Позже оно было куплено компанией Bright Star Marine, зарегистрированной на Мальте и переименована в Seapace. Затем его приобрела греческая компания Thenamaris Ships Man, эксплуатировавшая сухогруз опять же под флагом Мальты. Ее следующим владельцем стала другая греческая морская компания, Vulcanus Technical Maritime Enterprises SA, которая переименовала ее в Melpomeni .

### Технические характеристики
Габариты: длина — 188,14 м, ширина — 31,00 м, осадка — 5,85 м. Дедвейт- 41 525 тонн, грузоподъемность 24 729 тонн . Корабль приводится в движение одним винтом. Силовая установка — дизельный двигатель MAN B&W мощностью 13 100 л. с.

## Судно-электростанция
Сухогруз Melpomeni был приобретён в 2009 году компанией Karpowership, дочерней компанией Karadeniz Holding, с целью превратить его в плавучую электростанцию. Он была переименована в Karadeniz Powership Doğan Bey в честь Нури Догана Карадениза, главного операционного директора материнской компании.
Судно было передано на верфь Sedef в Тузле, Стамбул, в мае 2009 года с задачей переоборудовать грузовое судно в судно-электростанцию путём установки на борту необходимых дизель-генераторов, трансформаторов и электрических распределительных щитов.
Doğan Bey — первое в своем роде судно-электростанция с установленными на борту двухтопливными дизельными двигателями. На судне установлено двенадцать генераторных установок мощностью 10,53 МВт каждая, по три агрегата в каждом из четырех трюмов корабля, а вентиляторы и выхлопные трубы установлены на палубе . Итого общая мощность электростанции составляет 126 МВт.
Bureau Veritas, международное агентство по сертификации, имеющее опыт надзора как за судостроением, так и за разработкой электростанций, классифицировало судно после его переоборудования как «плавучая электростанция специального назначения».
3 апреля 2010 года плавучая электростанция была готова к своему первому заданию в Ираке. После церемонии проводов, состоявшейся на верфи Sedef в присутствии министров энергетики Турции и Ирака, она отплыла в Басру, прибыв туда 1 мая.
Доган Бей был пришвартован у причала № 9 порта Умм-Каср, на юго-востоке Ирака. Электростанция на борту корабля вырабатывает электроэнергию с использованием очищенного топлива, предоставленного Министерством энергетики Ирака, и подает ее в национальную энергосистему. Судно-электростанция способно снабжать Умм-Каср всей необходимой электроэнергией.
Силовая установка на корабле эксплуатируется и обслуживается турецким персоналом, а для обеспечения безопасности объекта было нанято около 70 местных охранников.
Доган Бей поставлял электричество в Ирак в течение следующих пяти лет по контракту, подписанному с местным Министерством энергетики.
В январе 2018 года Karpowership подписала контракт с национальной коммунальной компанией Сьерра-Леоне, Управлением по распределению и снабжению электроэнергией (EDSA), на поставку 30 МВт электроэнергии во Фритаун сроком на 5 лет. Доган Бей в настоящее время находится в Сьерра-Леоне.